# Яхія Думбіа
Яхія Думбіа (нар. 25 серпня 1963) — колишній сенегальський тенісист.
Найвищу одиночну позицію світового рейтингу — 74 місце досяг 19 вересня 1988, парну — 187 місце — 6 липня 1987 року.
Здобув 2 одиночні титули.
Завершив кар'єру 1997 року.

## Фінали ATP за кар'єру

### Одиночний розряд: 2 (2 перемоги)
| Легенда                         |
| ------------------------------- |
| Турніри Великого шлема (0–0)    |
| Фінали Світового туру ATP (0–0) |
| Серія Мастерс ATP (0–0)         |
| Серія турнірів ATP (0–0)        |
| Світова серія ATP (2–0)         |

| Фінали за покриттям |
| ------------------- |
| Тверде (1–0)        |
| Ґрунт (0–0)         |
| Трава (0–0)         |
| Килим (1–0)         |

| Фінали за типом корту |
| --------------------- |
| Відкритий корт (1–0)  |
| Закритий корт (1–0)   |

| Результат | В-П | Дата     | Турнір         | Рівень        | Покриття | Суперник    | Рахунок       |
| --------- | --- | -------- | -------------- | ------------- | -------- | ----------- | ------------- |
| Перемога  | 1–0 | Лют 1988 | Ліон, Франція  | Гран-прі      | Килим    | Тодд Нелсон | 6–4, 3–6, 6–3 |
| Перемога  | 2–0 | Вер 1995 | Бордо, Франція | Світова серія | Тверде   | Якоб Гласек | 6–4, 6–4      |

## Фінали ATP Челленджер і ITF Ф'ючерс

### Одиночний розряд: 4 (2–2)
| Легенда              |
| -------------------- |
| ATP Челленджер (2–1) |
| ITF Ф'ючерс (0–1)    |

| Фінали за покриттям |
| ------------------- |
| Тверде (2–1)        |
| Ґрунт (0–1)         |
| Трава (0–0)         |
| Килим (0–0)         |

| Результат | В-П | Дата     | Турнір                     | Рівень     | Покриття | Суперник       | Рахунок       |
| --------- | --- | -------- | -------------------------- | ---------- | -------- | -------------- | ------------- |
| Перемога  | 1-0 | Кві 1989 | Гваделупа, Франція         | Челленджер | Тверде   | Гійом Рау      | 6–7, 6–4, 6–7 |
| Поразка   | 1-1 | Лют 1991 | Бенін-Сіті, Нігерія        | Челленджер | Тверде   | Уго Коломбіні  | 4–6, 6–3, 4–6 |
| Перемога  | 2-1 | Лип 1991 | Кампус-ду-Жордау, Бразилія | Челленджер | Тверде   | Мауру Менезіс  | 6–1, 6–3      |
| Поразка   | 2-2 | Тра 1998 | Італія F7, Парма           | Ф'ючерс    | Ґрунт    | Массімо Валері | 4–6, 3–6      |

### Парний розряд: 4 (2–2)
| Легенда              |
| -------------------- |
| ATP Челленджер (2–0) |
| ITF Ф'ючерс (0–2)    |

| Фінали за покриттям |
| ------------------- |
| Тверде (2–1)        |
| Ґрунт (0–1)         |
| Трава (0–0)         |
| Килим (0–0)         |

| Результат | В-П | Дата     | Турнір                       | Рівень     | Покриття | Партнер            | Суперники                         | Рахунок       |
| --------- | --- | -------- | ---------------------------- | ---------- | -------- | ------------------ | --------------------------------- | ------------- |
| Перемога  | 1–0 | Лип 1991 | Кампус-ду-Жордау, Бразилія   | Челленджер | Тверде   | Жан-Філіпп Флер'ян | Нелсон Аертс Даніло Марселіно     | 6–3, 6–3      |
| Перемога  | 2–0 | Лис 1995 | Реюньйон, Острів Реюньйон    | Челленджер | Тверде   | Фабріс Санторо     | Тім Генман Ендрю Річардсон        | 1–6, 6–3, 6–1 |
| Поразка   | 2–1 | Тра 1998 | Італія F7, Парма             | Ф'ючерс    | Ґрунт    | Алешандре Сімоні   | Джорджо Галімберті Массімо Валері | 5–7, 6–3, 5–7 |
| Поразка   | 2–2 | Вер 1998 | Франція F5, Баньєр-де-Бігорр | Ф'ючерс    | Тверде   | Лоренцо Манта      | Жан-Рене Лінар Мікаель Льодра     | 6–3, 3–6, 6–7 |

## Часовий графік результатів
| W | Ф | ПФ | ЧФ | #Р | КТ | К# | DNQ | A | NH |

### Одиночний розряд
| Турніри Великого шлему                 |     |     |     |     |     |     |     |     |     |     |     |       |     |     |
| Відкритий чемпіонат Австралії з тенісу |     |     |     |     |     |     |     |     |     |     |     | 0 / 0 | 0–0 | –   |
| Відкритий чемпіонат Франції з тенісу   | 1р  |     |     |     |     |     | К1р |     | К2р |     |     | 0 / 1 | 0–1 | 0%  |
| Вімблдонський турнір                   | 1р  |     |     |     | К2р |     | К1р |     |     |     |     | 0 / 1 | 0–1 | 0%  |
| Відкритий чемпіонат США з тенісу       | 1р  | 1р  |     |     |     |     |     |     | К1р |     | К1р | 0 / 2 | 0–2 | 0%  |
| В-П                                    | 0–3 | 0–1 | 0–0 | 0–0 | 0–0 | 0–0 | 0–0 | 0–0 | 0–0 | 0–0 | 0–0 | 0 / 4 | 0–4 | 0%  |
| Серія Мастерс ATP                      |     |     |     |     |     |     |     |     |     |     |     |       |     |     |
| Відкритий чемпіонат Маямі з тенісу     |     | 1р  |     |     |     |     | К2р |     |     |     |     | 0 / 1 | 0–1 | 0%  |
| Гамбург                                | 1р  |     |     |     |     |     |     |     |     |     |     | 0 / 1 | 0–1 | 0%  |
| Мастерс Канада                         | 2р  | 1р  |     |     |     |     |     |     |     |     |     | 0 / 2 | 1–2 | 33% |
| Париж                                  |     |     |     |     | К1р |     |     |     |     |     |     | 0 / 0 | 0–0 | –   |
| В-П                                    | 1–2 | 0–2 | 0–0 | 0–0 | 0–0 | 0–0 | 0–0 | 0–0 | 0–0 | 0–0 | 0–0 | 0 / 4 | 1–4 | 20% |